# Zemlen, Stara Zagora
Zemlen (în bulgară Землен) este un sat în comuna Radnevo, regiunea Stara Zagora,  Bulgaria. 

## Demografie
Componența etnică a satului Zemlen
     Bulgari (99,45%)
     Nicio identificare (0,54%)
     Altele (0%)
La recensământul din 2011, populația satului Zemlen era de 183 locuitori. Din punct de vedere etnic, majoritatea locuitorilor (99,45%) erau bulgari. Pentru 0,54% din locuitori nu este cunoscută apartenența etnică.